# 尹昌衡
尹 昌衡（いん しょうこう）は、清末民初の軍人・政治家。中国同盟会に属した革命派の人物。また、川軍（四川軍、四川派）の創始者・指導者の1人で、中華民国の初代四川都督である。旧名は昌儀。字は碩権。号は太昭、止園、止円。

## 事績

### 革命派として
1903年（光緒29年）、四川武備学堂第1期に入学し、翌年に日本へ公費で留学した。東京振武学校を経て、陸軍士官学校第6期歩兵科で学んでいる。日本にいる間に、革命派の思想に共鳴し、1906年（光緒32年）に中国同盟会に加入した。翌年には「鉄血丈夫団」にも加わっている。
1908年（光緒34年）帰国し、天津で軍隊の演習に参加した。翌年に広西省へ派遣されて、広西督練公所編訳科長兼幹部学堂教練に任命される。しかし、革命派の活動を密かに進めたことなどが原因で、1910年（宣統2年）に辞職し、四川へ戻った。四川では、督練公所編訳科長兼講武堂教官に任命されている。1911年（宣統3年）、新軍教練処会弁兼陸軍小学総弁代理に就任した。

### 初代四川都督へ
この年の11月27日に、武昌起義（辛亥革命）に呼応した四川省の革命派により、大漢四川軍政府が成都で成立する。四川省咨議局議長の蒲殿俊が都督に、新軍第17鎮統制の朱慶瀾が副都督に、それぞれ推戴され、尹昌衡は都督府軍政部長に任命された。ところが12月8日に、給料遅配に不満を抱いた四川軍兵士が暴動を成都で起こす。蒲と朱は、事態を収拾できずに逃亡した。一方の尹は、統率可能な部隊を糾合してこの暴動を鎮圧している。この功績により、尹は成都の各階層から都督に推戴された。
また同時期に、清の四川総督であった趙爾豊が、兵変等を画策する不穏な動きを見せる。そのため同月22日、尹昌衡は趙を捕縛し、公開で処刑した。この果断な措置は四川の各階層から支持を集め、四川社会の安定に寄与した。
1912年（民国元年）1月に尹昌衡は、前年11月に重慶で成立していた蜀軍政府（都督：張培爵）と合流交渉を開始した。3月12日に、両政府の合意により統一の四川軍政府が成立し、尹が引き続き都督となる。
この頃に、英国の支援を受けたチベット軍と川軍の衝突が四川省辺境で発生している。そのため4月22日に、尹昌衡は袁世凱から征藏総司令に任命された。同年7月10日に、尹は西征軍を率いて成都から出陣し、まもなくチベット軍を撃退している。9月25日に川辺鎮撫使を兼任し、10月9日には陸軍中将位兼上将銜を授与された。1913年（民国2年）4月、尹は成都に帰還している。

### 部下との対立、失脚
帰還後の尹昌衡は、出征中に成都の留守を担当していた部下で、全川陸軍軍団長である胡景伊との間で対立するようになる。四川都督の地位を狙う胡は、袁世凱の支援を仰いで尹の追い落としを図った。胡の働きかけを受けた袁は、同年6月13日に胡を四川都督に、尹を川辺経略使に、それぞれ任命したのである。この人事に尹は反発したが覆ることはなかった。これ以後、尹が四川省の主導権を握ることはなかったのである。
川辺経略使に転じてからの尹昌衡は精彩を欠く。同年11月、病により休暇をとり、北京で療養した。1914年（民国3年）1月13日には、川辺経略使の地位も廃止されてしまう。その直後の2月2日、趙爾豊の兄趙爾巽と密かに結んだ胡景伊がさらに謀略をしかけ、尹は趙爾豊殺害の罪で逮捕されてしまった。尹は、懲役9年の判決を受け、あらゆる地位と名誉を剥奪されて南京で収監された。袁世凱死後の1916年（民国5年）6月に、ようやく特赦を受けて釈放され、同年10月25日には陸軍中将位兼上将銜に復した。
その後の尹昌衡は、直隷派の江蘇督軍である李純の顧問などをつとめ、1920年（民国9年）からは孫文（孫中山）と連携して四川省や雲南省で活動した。しかし1921年（民国10年）に成都に戻って以降は、事実上、軍事と政治から引退してしまう。1923年（民国12年）7月11日、盛威将軍位を授与された。1937年（民国26年）10月、成都で発足した在野軍人会で執行委員に選出された。1949年に中華人民共和国が建国されても、尹は四川にとどまった。1953年5月26日、尹昌衡は、西康省（現・四川省）の西昌で死去。享年70（満68歳）。

## 注
1. ↑  徐主編（2007）、243頁によれば、四川省成都府華陽県とする説もあるとされる。
2. ↑  陳（2000）、41頁。
3. 1 2 3 4 5 6 7  徐主編（2007）、243頁。
4. ↑  陳（2000）、41-42頁。
5. ↑  なお丘・姜（2000）、125頁は、この暴動自体が尹昌衡の秘密裏の煽動により起きたものとの見方をとっている。
6. ↑  陳（2000）、42頁。
7. ↑  陳（2000）、43頁。
8. ↑  陳（2000）、43-44頁。
9. ↑  『政府公報』第149号、1912年（民国元年）9月26日。
10. ↑  『政府公報』第163号、1912年（民国元年）10月10日。
11. ↑  陳（2000）、44頁。
12. ↑  『政府公報』第397号、1913年（民国2年）6月14日。同年7月7日、尹は川辺都督の事務取扱も兼任した。『政府公報』第421号、1913年（民国2年）7月8日。
13. ↑  陳（2000）、44-45頁。
14. ↑  『政府公報』第606号、1914年（民国3年）1月14日。川辺経略使の廃止を受け、新たに川辺鎮守使の地位が設けられた（張毅が就任）。
15. ↑  陳（2000）、45頁。
16. ↑  『政府公報』第291号、1916年（民国5年）10月26日。
17. ↑  『政府公報』第2983号、1923年（民国12年）7月12日。
18. ↑  陳（2000）、45-46頁。

## 著作
- 1912年 - 『止園昭詮』、『西征紀略』
- 1918年 - 『周易鉥』、『聖学淵源詮証』、『止園文集』、『止園詩抄』、『止心篇』、『止園原性論』、『止園自記』、『止園経術訐時』、『王道法言』、『止園叢書』
- 1919年 - 『止園通書』、編著『百一斎断簡』
- 1923年 - 『陰符経注釈』、『消劫新書』、『止園寓言』、『止園道徳経釈義』、『止園道経釈要』、『成功論』、『宇宙真理論』
- 1924年 - 『成功頌』、『英雄修養論』
- 1931年 - 『止園唯白論』